# Барон Кеньон

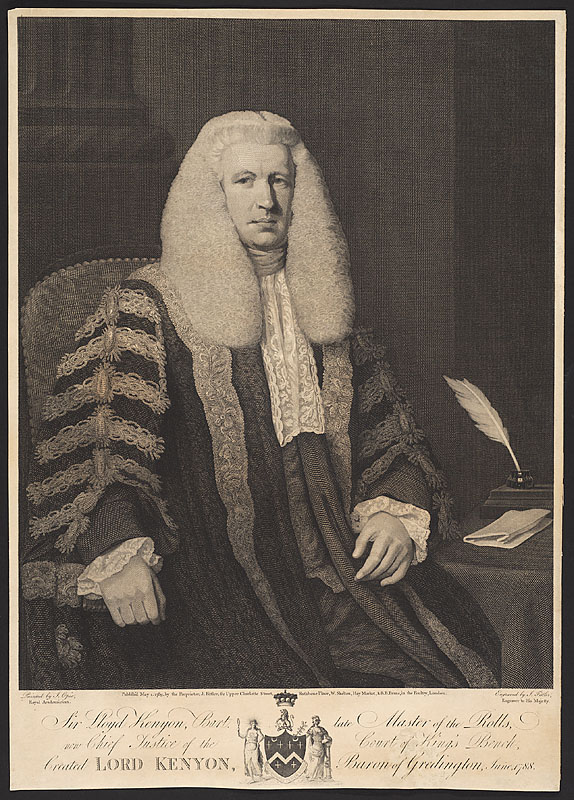
Ллойд Кеньон, 1-й барон Кеньон (1732—1804)

Лорд Кеньон, барон из Гредингтона в графстве Флинтшир — наследственный титул в системе Пэрства Великобритании. Он был создан 9 июня 1788 года для британского адвоката и судьи, сэра Ллойда Кеньона, 1-го баронета (1732—1804). Он заседал в Палате общин от Хиндона (1780—1784) и Трегони (1784—1788), занимал должности главного юстициария Честера (1780—1784), генерального атторнея Англии и Уэльса (1782—1783, 1783—1784), начальника судебных архивов (1784—1788), лорда главного судьи Англии и Уэльса (1788—1802), а также служил в качестве лорд-лейтенанта Флинтшира (1796—1798). 28 июля 1784 года для Ллойда Кеньона уже был создан титул баронета из Гредингтона в графстве Флинтшир. Его внук, Джордж Кеньон, 3-й барон Кеньон (1805—1869), кратко представлял Сент-Майклс в парламенте (1830—1832). Его внук, Ллойд Кеньон, 4-й барон Кеньон (1864—1927), занимал должность лорда в ожидании в правительствах лорда Солсбери и Артура Бальфура (1900—1905), а также служил в качестве лорда-лейтенанта Денбишира (1918—1927). В 1912 году лорд Кеньон получил королевское разрешение на дополнительную фамилию «Тирелл». По состоянию на 2024 год носителем титула являлся его правнук, Александр Саймон Тирелл-Кеньон, 8-й барон Кеньон (род. 1975), который стал преемником своего брата в 2023 году.

## Бароны Кеньон (1788)
- 1788—1804: Ллойд Кеньон, 1-й барон Кеньон (5 октября 1732 — 4 апреля 1804), второй сын Ллойда Кеньона (1696—1773)[1];
- 1804—1855: Джордж Кеньон, 2-й барон Кеньон (22 июля 1776 — 25 февраля 1855), второй сын предыдущего[2];
- 1855—1869: Ллойд Кеньон, 3-й барон Кеньон (1 апреля 1805 — 14 июля 1869), старший сын предыдущего[3];
- 1869—1927: Ллойд Тирелл-Кеньон, 4-й барон Кеньон (5 июля 1864 — 30 ноября 1927), единственный сын достопочтенного Ллойда Кеньона (1835—1865), старшего сына 3-го барона Кеньона[4];
- 1927—1993: Ллойд Тирелл-Кеньон, 5-й барон Кеньон (13 сентября 1917 — 16 мая 1993), единственный сын предыдущего[5];
- 1993— 2019: Ллойд Тирелл-Кеньон, 6-й барон Кеньон (13 июля 1947 — 17 августа 2019), старший сын предыдущего[6];
- 2019—2023: Ллойд Николас Тирелл-Кеньон, 7-й барон Кеньон (9 апреля 1972 — 27 декабря 2023), старший сын предыдущего[7];
- 2023 — настоящее время: Александр Саймон Тирелл-Кеньон, 8-й барон Кеньон (род. 29 ноября 1975), младший брат предыдущего[8];
  - Наследник титула: Роджер Ллойд Кеньон (род. 1960), праправнук 3-го барона Кеньона[9].